# Playa del Carmen
Playa del Carmen ist eine Stadt und ein touristisches Zentrum im mexikanischen Bundesstaat Quintana Roo. Playa del Carmen liegt an der mexikanischen Karibikküste, der sogenannten Riviera Maya, 70 km südlich von Cancún. Es liegt östlich der Schnellstraße Carretera 307 auf halber Strecke zwischen Cancún und Tulum.
Playa del Carmen gilt als die Stadt mit dem höchsten Bevölkerungswachstum in Mexiko. Noch 1970 lebten nur etwa 200 Menschen, zumeist Fischer, in der Stadt. Im Jahr 2005 ergab eine Volkszählung eine Einwohnerzahl von 100.383 Personen, 2010 waren es bereits um die 150.000 und 2020 über 300.000.
In Playa del Carmen findet sich der Fährzubringer zur Insel Cozumel.

## Geschichte

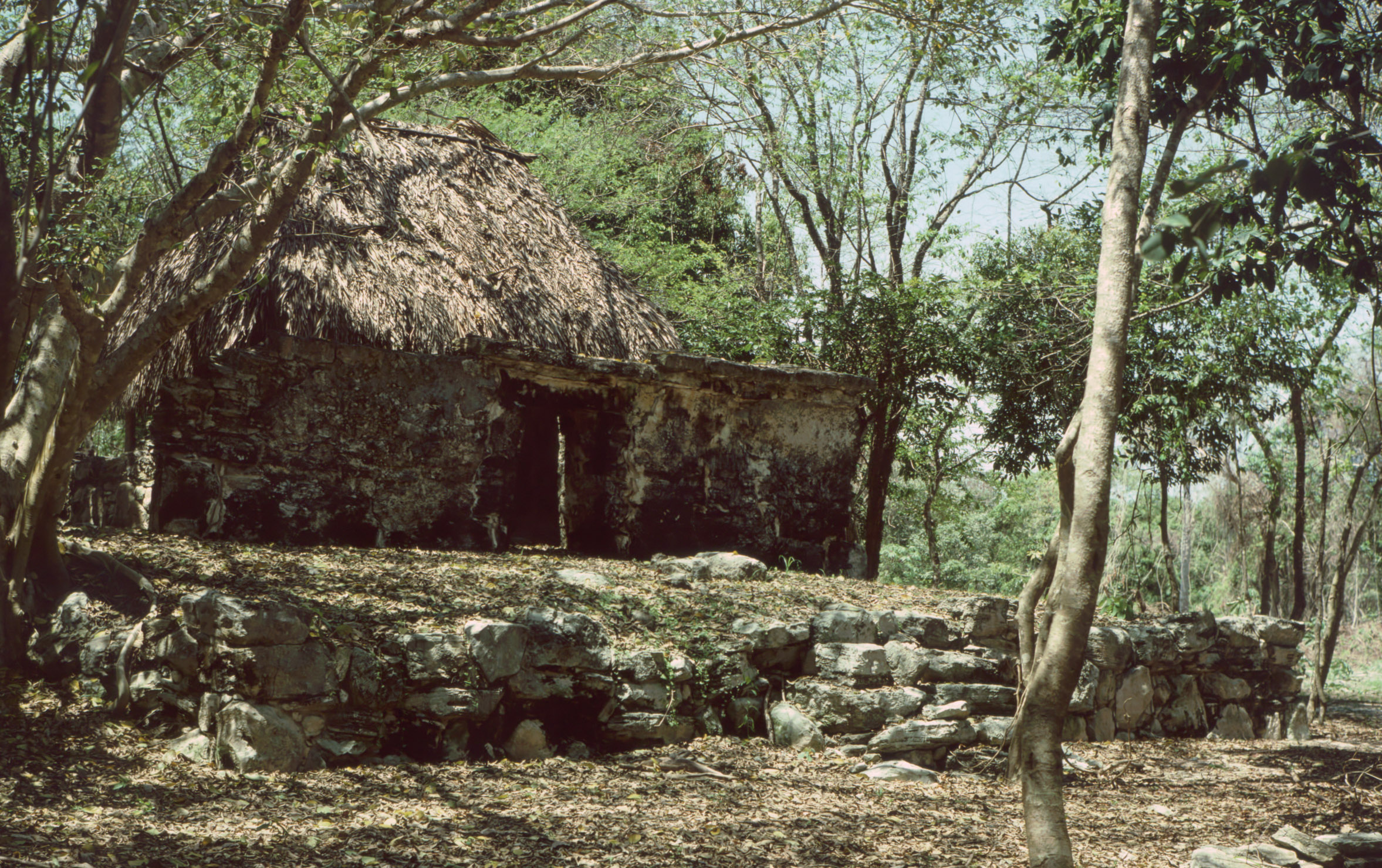
Gebäude aus der späten Postklassik

In vorspanischer Zeit befand sich an der Stelle des heutigen Playa del Carmen die Maya-Siedlung Xaman Há, die zur Verwaltungsregion Ekab gehörte. Während des 1527 begonnenen ersten Versuchs der Spanier zur Eroberung der Halbinsel Yucatán unter der Führung von Francisco de Montejo gründete dessen Adjutant Alonso Dávila hier die Garnison Salamanca de Xaman Há, die jedoch bereits im folgenden Jahr wieder aufgegeben werden musste. Spätere Anläufe zur Eroberung der Halbinsel wurden von deren Nordküste aus unternommen. Während der folgenden spanisch-kolonialen Epoche blieb die Region um Playa del Carmen praktisch unbewohnt.
Die Geschichte des modernen Playa del Carmen begann gegen Anfang des 20. Jahrhunderts, als sich die ersten Familien an dieser Stelle niederließen. Es wird vermutet, dass die ersten Einwohner Playas den Konflikten des Kastenkrieges aus dem Weg gehen wollten oder dass es sich um abtrünnige Arbeiter der zu jener Zeit in der Region florierenden Chicle-Gewinnung handelte. Playa blieb bis in die 1960er Jahre ein kleines Fischerdorf, dessen überregionale Bedeutung sich darin erschöpfte, der Ausgangspunkt für die Fährverbindung zur Insel Cozumel zu sein.
In der Folgezeit begann die Entwicklung des Fremdenverkehrs, mit welcher ein außergewöhnlich kräftiges Wachstum einherging. Die offizielle Einwohnerzahl betrug 1992 noch 10.594, im Jahr 2005 bereits 100.383. Im Jahr 2020 waren es über 300.000.
Bis 1993 gehörte Playa del Carmen zum Municipio Cozumel, welches zu jener Zeit neben der gleichnamigen Insel umfangreiche Gebiete auf dem Festland umfasste, die 91 % des Areals ausmachten. Nachdem die Festlandgebiete infolge ihrer raschen Entwicklung zunehmend eigene Bedeutung erlangten, wurde die geographische Distanz des Verwaltungssitzes in San Miguel de Cozumel als problematisch empfunden. Daher wurde mit Wirkung zum 28. Juli 1993 das Festlandgebiet zu einem eigenständigen Municipio mit dem Namen Solidaridad erklärt. Playa del Carmen als dessen größte Stadt wurde Verwaltungssitz des neuen Bezirks.
Am 16. Januar 2017 verstarben mehrere Menschen bei einer Schießerei während eines Musikfestivals.

## Wirtschaft
Die Wirtschaft von Playa del Carmen beruht auf dem Fremdenverkehr. Der Ort ist Teil des Konzeptes „Riviera Maya“, unter dem der Küstenabschnitt zwischen Cancún im Norden und Tulum im Süden seit 1999 als touristische Region vermarktet wird. Die Stadt verfügt über einen eigenen Sandstrand und bietet sich aufgrund ihrer Lage als Ausgangsbasis für Ausflüge zu den umliegenden Cenotes, archäologischen Stätten wie Tulum und Cobá sowie Freizeiteinrichtungen wie dem Xcaret Eco Park an.
Zentrum des touristischen Lebens ist die parallel zum Strand verlaufende Quinta Avenida, in welcher sich Restaurants und Souvenirgeschäfte aneinanderreihen. Die Hotels konzentrieren sich neben der Innenstadt auf das südlich angrenzende Gebiet Playacar, ein in Privatbesitz befindliches Territorium, in dem sich zahlreiche All-inclusive-Resorts angesiedelt haben. Nach Auskunft der Gemeinde Solidaridad gibt es im Jahr 2009 im eigentlichen Playa 161 Hotels mit 5.785 Zimmern, während Playacar über 6.183 Zimmer in 23 Hotels verfügt.
Im Oktober 2005 musste die Entwicklung des Tourismus in Playa del Carmen einen vorübergehenden Rückschlag hinnehmen, als der Hurrikan Wilma zwei Tage in der Gegend verweilte und schwere Schäden hinterließ. Im Jahr 2009 erlebte die aufgrund der Finanzkrise ohnehin unter Druck stehende Tourismusindustrie infolge der von Mexiko ausgegangenen Influenza-Pandemie deutliche Einbrüche. Im Sommer des Jahres waren die Besucherzahlen in der Riviera Maya um mehr als 30 % niedriger als im Vorjahr.

## Bildung
In Playa del Carmen gibt es vier Universitäten: die staatlichen Universitäten Universidad Tecnológica de la Riviera Maya und Universidad de Quintana Roo sowie die privaten Hochschulen Universidad del Sur und Universidad Interamericana para el Desarrollo (UNID).

## Sport
Playa del Carmen war einer der Austragungsorte des CONCACAF Women’s Gold Cup 2010.